# Pont Lluís Companys
Le pont Lluís Companys est un pont routier situé au  Boulou, dans le département français des Pyrénées-Orientales. Il permet de relier celui-ci à la rive droite du Tech. Il succède à d'autres ponts, situés dans la même zone, notamment l'ouvrage d'art suspendu du Boulou détruit en 1962 après un rapport d’ingénieure du corps des ponts et chaussées de 1959.
Il est baptisé en juillet 2014, Pont Lluís Companys en hommage à l’homme politique catalan Lluís Companys, ancien président de la Generalitat catalana.

## Emplacement
Le pont est situé au Boulou. Il s'agit d’un point stratégique permettant l'accès au Vallespir et donc à l'Espagne.
Il permet de relier la rive gauche de la ville, qui abrite le centre-ville, avec la rive droite, plus urbanisée, sur laquelle se trouve les thermes, le casino, l'Église Sainte-Marguerite de Molas et la Chapelle Saint-Philippe (ca) de 1910.
Le pont est situé sur des terres schisteuses, avec superposition de schiste bleu et de schiste argileux.

## Historique

### DuXVeauXIXe
Dès 1421 un pont en maçonnerie dit Del Pila existait déjà à l’endroit où se situe actuellement le pont Lluís Companys. Il fut emporté lors d’une inondation.
Le 16 février 1538, Charles Quint, alors en visite dans le Roussillon ordonna la construction d’un pont. Cependant les locaux refusèrent l’ordre. Après des amendes, un pont en bois sur des piles en maçonnerie fut construit. En 1550, le pont pont est mentionné, bien qu’aucune trace de ses réalisations subsiste aujourd’hui car emporté dans une crue en 1553,,,.
C’est ainsi que durant le XVIIe, vers 1693-1694, Louis XIV, souhaitant  étendre ses conquêtes en Catalogne, après le Siège de Roses (ca), fit construire deux ponts en bois sur le Tech afin de faire traverser le fleuve à son armée de quinze milles soldats. Cependant, ce dernier ne dura guerre longtemps comme ses prédécesseurs,.
En Avril 1707, le duc de Noailles, après avoir réuni une armée, reconstruit un nouveau pont, utilisant 22 charrettes en bois. Celui-ci fut vite remplacé par deux autres ponts en 1712 et 1714, afin de faciliter le passage vers l’Espagne des troupes du Maréchal de Berwick. Un état de la du 29 septembre 1712 annonce que deux ponts ont été construits. Un deuxième état de la dépense du 28 décembre 1714 indique qu’une partie des ponts précédents se trouvant submergé, un nouveau pont est réalisé. Deux ponts furent également construits en novembre 1719 lors du retour du maréchal,,,.
Le 31 juillet 1750, l’intendant d’Albaret souligne l’intérêt d’un nouveau pont, pont qui sera construit en 1757. Le pont en charpente alors réalisé par corvée fut emporté par une crue importante en 1761,,.
Le 10 janvier 1758, Claude Terret, architecte à Perpignan se voit attribuer la tâche de réaliser un pont en maçonnerie pour une somme de 235 000 livres. Le 8 septembre 1758, Monsieur de Lescure est engagé pour la réalisation d’« Un objet de conséquence pour la dépense et pour l’utilité publique ». Daniel-Charles Trudaine contrôle le chantier. Cependant, le retour des troupes françaises du Portugal, ne permit pas à l’architecte perpignanais de terminer son œuvre et mis donc en place un pont provisoire en charpente, emporté peu de temps après, les 15 et 16 octobre 1763, après une violente inondation. L'eau monta a 3,25 m au dessus du pont,,,.
Le 17 avril 1766 pour un nouveau pont en charpente de 8 travées d’égale longueur, portées par 9 palées de pieux, fut réalisé. Il mesurait alors 78 m et avait une largeur de 3,9 m. Les matériaux nécessaires à sa construction furent trouvés dans les débris de l’ancien pont. Cependant, moins d’un ans après la construction, une violante inondation eut lieu le 15 octobre 1766. Le projet du pont fut alors annulé,,.
En janvier 1771, l’intendant récemment nommé présenta un état de situation pour la construction d’un pont à charpente.
Malgré une amélioration de la route vers l’Espagne entre 1766 et 1777, il existait une nécessité de traverser le fleuve. C’est dans ses conditions que Las barcas de cul firent leur apparition. Des groupes de Boulounencs se rassemblaient, puis, en en formant une chaîne humaine, permettaient le transport des voyages de l’autre côté de la rivière sur leur dos,. En 1792, un droit de péage fut mis en place par le gouvernement sur le nouveau mode de transport,,.
A la fin de l'Ancien Régime, les Mémoires de Pierre Poeydavant déclarait :

« Entre Perpignan et le Boulou, il y a quelques ponts à finir ainsi que des portions de chaussée.
Cette route demanderait un grand pont sur le Tech, au Boulou, mais la dépense en serait si considérable, eu égard aux fonds qu’on pourrait y destiner, qu’on a été forcé de renvoyer au temps où il serait possible de mettre en réserve les fonds nécessaires pour cette entreprise. »

En 1793, après la première bataille du Boulou, les troupes du général Antonio Ricardos construisent un pont de bateaux afin de faciliter l’approvisionnement des troupes. Le pont ne durera que quelques semaines avant d’être emporté le 21 septembre 1793 par ayguat de Santa Isabel.
En 1807, le génie militaire construisit un nouveau pont long de 120 m en sapin sur pilotis sur la route royale nº9 (ancienne RN 9), afin de supprimer les Las barcas de cul et d’améliorer le trafic franco-espagnol. Le pont était uniquement réservé à un usage militaire provoquant donc des disputes entre la ville et l’État. Le pont n’était ensuite plus entretenu convenablement. Emporté par la crue du 1er novembre 1814, il était constitué d’un tablier avec de grosses poutres supporté par des piles en maçonnerie,,,,.

### Le pont suspendu
Dès 1830, une nouvelle nécessite de créer un pont fut etablit. Il fallut cependant attendre 1835 pour avoir les premières études. Ces-dernières, furent réalisées afin de créer un pont suspendu entre la France et l'Espagne par Rabourdin. Le pont devait alors reprendre les plans du pont de Fribourg en 1928. Il mesure 123 m de long dont une seule traverse de 120 m  et 5,50 m de large,,,,.
Le 19 juillet 1845, la construction de trois nouveau ponts, le Pont Saint-Esprit à Bayonne, le pont de Dinan, et le pont du Boulou. Ainsi, la construction d’un nouveau pont, un pont suspendu sur massif de béton fut décidé et un budget de 300 000 Fr lui est accordé. La construction commence alors le 29 avril 1847, en présence du maire, du conseil municipal et de Mr. Domenget, ingénieur des ponts et chaussées. Le coût total du pont est de  373 900 Fr,,,,.
Le 9 mars 1850, eurent lieu les tests de l'ouvrage avec 132 000 kg de moellons sur le tablier, soit près de 200 kg par mètre carré,.
Le 11 mars 1850, la construction du pont est terminée. Les maçonneries des culées sont réalisées en granit et le tablier est suspendu  par des câbles de fer. Il est constitué de madriers de chêne et de longerons de peupliers. Pour l’occasion, un dôme, orné des emblèmes nationaux avait été élevé au milieu du pont. A l'entrée du pont, les ouvriers avaient élevé un Arc de Triomphe. Une foule immense était venue pour l’inauguration. C’est en effet plus de 2000 personnes, du Boulou, des communes voisines et même d’Espagne qui était présentent. A l’inauguration, la foule n’hésitait pas à qualifier le nouveau pont ainsi « l'un des plus beaux de France et des plus remarquables »,.
En présence du préfet Henri Pougeard-Dulimbert, et du Sous-préfet Commes que le pont est inauguré. Vers trois heures de l’après-midi, les trois boulounecs Jean Sucases, Sylvestre Paillissé et Eugène Noguères, à cheval, avec un rameau ont traversé pour la première fois le pont. La foule les suivront juste après. À sept heures, le curé béni l’édifice devant une foule encore présente en masse,.
En 1863, le chimiste et pharmacien Antoine Béchamp écrit lors de son voyage à Le Boulou :

« le jolie village du Boulou, avec son beau pont suspendu sur le Tech »

En  1894, la circulation est arrêtée. Il est décidé de remanier l’ensemble du tablier dans le but d’assurer une meilleure solidité. Les parties en bois sont remplacées par des poutres en fer,. Un budget de 60 000 Fr, puis 81 000 Fr est alloué au projet.
En 1939, il fut emprunté par les Espagnols lors de la Retirada,,.
Le 16 juin 1959, un rapport du Corps des ponts et chaussées affirme que la vétusté du pont nécessite une démolition de l'ouvrage d'art. Celle-ci aura lieu fin juillet 1962.

#### Chronologie de la construction
Le 29 mai 1847, le directeur des travaux Laforge et Chalais commencèrent la préparation du chantier. Le 6 juillet, les fondations de la rive gauche sont terminées. Les ouvriers commencent donc le lendemain, l’autre moitié, avec un grand pan de maçonnerie, ou se trouveront les futurs puits d'amarre pour fixer les câbles. Le 28 juillet, les bassins des fondations sont remplis d’un béton, mélange de chaux hydraulique suisse. Le 24 mars 1848, les culées sont achevées. Le 2 avril, vingt-cinq maçons commencent les maçonnerie au-dessus des fondations. Le 19 mars 1849, les deux portiques d'entrée sont terminés. Le 29 mai, la pose des câbles débute. Entre le 28 septembre 1849 et le 12 janvier 1850, les charpentiers réalisent le tablier, avec des madriers de chêne et des longerons en peuplier. Le 9 mars 1850, des premiers essais ont lieu. On apporte 88 000 kg de moellons suivi de 44 000 kg le lendemain.

#### Hommage
En 2011, un marseillais installé à Le Boulou reproduit le pont à l’échelle 1/400e. Il met 1100 heures de travail dans la réalisation qu’il offre ensuite à la mairie du Boulou. Il est récompensé en 2018 par la médaille de la ville du Boulou. La maquette était exposée en 2018 dans la maison de l’histoire du Boulou.
Midi libre qualifie le pont d’Icône et d’emblématique.

### Le nouveau pont
En 1962, un nouveau pont est donc construit par la société des Grands travaux de Marseille à l’emplacement de l’ancien pont suspendu. A fin de déviation, un pont Bailey, est construit avant de s’affaisser en novembre 1962 lors d'une crue.
En juillet 2014, le pont est nommé Pont Lluís Companys  en présence de plusieurs personnalités tel que le sous-préfet Gilles Giuliani, d'Hermeline Malherbe, du député Pierre Alyagas, de Robert Garrabé, du maire de la ville Christian Olive accompagné de maires et d’élus de Catalogne.
Depuis 2016, ce dernier est considéré comme espace de mémoire de l’exil républicain dans les Pyrénées.
En 2018, une plaque commémorative est rajoutée sur le pont.

## Description
Le pont, long de 121,85 m, a une largeur de 12,5 m et porte une chaussée pour automobiles de 8 m, un garde-corps de 1 m et deux trottoirs de 2,25 m,.
Le tablier du nouveau pont est fait de cinq poutres préfabriquées en béton précontraint de 2,00 m de haut et espacées de 2,40 m, un hourdis en béton, de quatre entretoises.